# Takashi Matsui
Takashi Matsui (jap. 松井孝 Matsui Takashi; ur. 27 lutego 1940 w Otaru) – japoński kombinator norweski i skoczek narciarski, uczestnik Zimowych Igrzysk Olimpijskich 1960.
Wystartował w zawodach kombinacji norweskiej i skoków narciarskich na ZIO 1960 w Squaw Valley. W kombinacji, po skokach na skoczni normalnej plasował się na 22. miejscu, jednak nie ukończył biegu na 15 kilometrów i ostatecznie nie został sklasyfikowany. W konkursie skoków zajął 30. miejsce.
W lutym 1962 uczestniczył w mistrzostwach świata w narciarstwie klasycznym. W konkursie skoków na skoczni K-90 zajął 29. miejsce, a na skoczni K-60 był 21.

## Osiągnięcia

### Igrzyska olimpijskie (kombinacja norweska)
| Igrzyska           | Data              | Konkurs | Skok 1    | Skok 1 | Skok 2    | Skok 2 | Skok 3    | Skok 3 | Bieg  | Nota łączna | Miejsce | Strata | Zwycięzca   | Źródło |
| Igrzyska           | Data              | Konkurs | Odległość | Nota   | Odległość | Nota   | Odległość | Nota   | Bieg  | Nota łączna | Miejsce | Strata | Zwycięzca   | Źródło |
| ------------------ | ----------------- | ------- | --------- | ------ | --------- | ------ | --------- | ------ | ----- | ----------- | ------- | ------ | ----------- | ------ |
| 1960, Squaw Valley | 21-22 lutego 1960 | ind.    | 58,0      | 98,5   | 62,0      | 99,0   | 61,0      | 99,5   | 198,5 | DNF         | DNF     | –      | Georg Thoma | [ 4 ]  |

### Igrzyska olimpijskie (skoki narciarskie)
| Igrzyska           | Data           | Skocznia | Konkurs | Skok 1    | Skok 1 | Skok 2    | Skok 2 | Skok 3    | Skok 3 | Nota łączna | Miejsce | Strata | Zwycięzca        | Źródło |
| Igrzyska           | Data           | Skocznia | Konkurs | Odległość | Nota   | Odległość | Nota   | Odległość | Nota   | Nota łączna | Miejsce | Strata | Zwycięzca        | Źródło |
| ------------------ | -------------- | -------- | ------- | --------- | ------ | --------- | ------ | --------- | ------ | ----------- | ------- | ------ | ---------------- | ------ |
| 1960, Squaw Valley | 28 lutego 1960 | normalna | ind.    | 78,5      | 92,6   | 75,0      | 97,0   | –         | –      | 189,6       | 30.     | 37,6   | Helmut Recknagel | [ 5 ]  |

### Mistrzostwa świata (skoki narciarskie)
| Mistrzostwa    | Data           | Skocznia | Konkurs | Skok 1    | Skok 1 | Skok 2    | Skok 2 | Skok 3    | Skok 3 | Nota łączna | Miejsce | Strata | Zwycięzca        | Źródło |
| Mistrzostwa    | Data           | Skocznia | Konkurs | Odległość | Nota   | Odległość | Nota   | Odległość | Nota   | Nota łączna | Miejsce | Strata | Zwycięzca        | Źródło |
| -------------- | -------------- | -------- | ------- | --------- | ------ | --------- | ------ | --------- | ------ | ----------- | ------- | ------ | ---------------- | ------ |
| 1962, Zakopane | 21 lutego 1962 | normalna | ind.    | 62,5      | 100,3  | 62,5      | 96,7   | 66,5      | 99,8   | 200,1       | 21.     | 23,5   | Toralf Engan     | [ 2 ]  |
| 1962, Zakopane | 25 lutego 1962 | duża     | ind.    | 89,5      | 100,8  | 90,5      | 98,7   | 85,5      | 95,4   | 199,5       | 29.     | 41,9   | Helmut Recknagel | [ 3 ]  |